# Friedrich Georg Berni
Friedrich Georg Berni, surnommé Fritz Berni, né le 5 mars 1900 à Pirmasens, est un allemand membre du NSDAP et de la SS. Standartenführer de 1929 à 1931, il obtient en 1942 l'insigne d'or du parti, en dépit d'un alcoolisme notoire et de nombreuses fautes, au titre desquelles la mort par accident d'un camarade du parti.

## Biographie
Fils d'un technicien de Pirmasens, Berni y entame une formation d'électricien. Pendant la période d'occupation de la Rhénanie par les troupes françaises, il combat les séparatistes. Il adhère dès 1925 au parti nazi avec le numéro 23.270 , rejoint la SS en août 1926 et développe la troupe SS de Pirmasens.
Il est promu Standartenführer en 1929.

### Affaire des explosifs de Pirmasens
Un attentat à la bombe est commis dans la nuit du 22 juin 1931 contre la maison du dirigeant local du NSDAP à Pirmasens. Des lettres anonymes dénoncent Berni comme étant l'instigateur de l'attentat.
En octobre 1931, Berni apporte à Pirmasens 40 explosifs, que Theodor Eicke, chef du 10e SS-Standarte avait confectionnés sur son ordre. Les opposants à Berni au sein du NSDAP l'apprennent, ce qui entraîne son exclusion du parti et de la SS le 7 novembre.
Après enquête de la police de Ludwigshafen, Berni et Eicke sont jugés et condamnés le 15 juillet 1932 à deux années de réclusion, une peine légère si l'on tient compte des lourds antécédents judiciaires de Berni, et des nombreuses failles de l'enquête. L'affaire des explosifs de Pirmasens suscite une forte émotion dans l'opinion publique, à l'échelle du Reich, car elle semble attester que la stratégie de conquête légale du pouvoir affichée par le NSDAP n'est qu'un leurre, particulièrement après la découverte des documents de Boxheim.

### Troisième Reich
Berni est libéré, après l'accession des nazis au pouvoir, le 11 mars 1933. Réintégré dans la SS, il en devient le dirigeant à Pirmasens.
Le 19 décembre 1936, Berni abat au pistolet le SS Georg Haus, alors qu'il tentait, lors d'une soirée festive, et dans un état alcoolique avancé, de viser une bouteille de bière posée sur sa tête. Les soucis d'alcool de Berni étant bien connus du parti, il est relevé de l'ensemble de ses fonctions, perd ses décorations. Il est arrêté et placé sous le régime de la Schutzhaft, ou « détention de protection » au camp de concentration de Dachau pour quelques semaines. Le 12 janvier 1937, il est condamné à deux années de détention. Le gauleiter Josef Bürckel introduit pour lui une demande de grâce auprès de Philipp Bouhler, et obtient que sa peine soit commuée en sursis et mise à l'épreuve, en septembre 1937. Berni peut réintégrer le NSDAP en mai 1941.